# Joselito
(Nume spaniole: primul, numele de familie al tatălui: Jiménez, al doilea, numele de familie al mamei: Fernández)
José Jiménez Fernández, mai bine cunoscut ca Joselito (n. 11 februarie 1943, Beas de Segura, Andaluzia, Spania) este un copil-minune, actor și cântăreț spaniol.
Printre cele mai cunoscute filme ale sale se numără El pequeño ruiseñor (1957), El ruiseñor de las cumbres (1958), Calul alb (1961) și Loca juventud (1964).

## Biografie
S-a născut la 11 februarie 1943 în Beas de Segura, Jaén și a fost al șaptelea și ultimul fiu al lui Baldomero Jiménez și al Petrei Fernández. „Mica privighetoare”, așa cum era cunoscut pe scară largă în Spania, când a devenit un copil vedetă de mare succes al anilor 1950.
Luis Mariano descoperind vocea excepțională a micului cântăreț, l-a invitat la Paris unde a debutat la televiziune. Joselito a fost introdus în cinematografie în 1956 de Antonio del Amo, care l-a regizat în primul său film de lungmetraj, El pequeño ruiseñor ("Mica privighetoare", 1957), unde și-a câștigat faimoasa poreclă.
Studiourile de film spaniole căutau o nouă vedetă-copil care să urmeze pașii lui Pablito Calvo și să facă filme folclorice de succes, care au devenit mari hituri la acea vreme. În același timp, melodiile din filme au fost înregistrate pe vinil și Joselito devine una dintre marile vedete alături de Elvis Presley în catalogul RCA.

## Filmografie selectivă
- 1957 El pequeño ruiseñor (ro: Mica privighetoare), regia Antonio del Amo
- 1957 Saeta del ruiseñor (ro: Cântecul privighetorii), regia Antonio del Amo
- 1958 El ruiseñor de las cumbres (ro: Privighetoarea piscurilor), regia Antonio del Amo
- 1958 Escucha mi canción, regia Antonio del Amo
- 1959 El pequeño coronel (Micul colonel), regia Antonio del Amo
- 1959 Las Aventuras de Joselito y Pulgarcito, regia René Cardona
- 1960 Los dos golfillos /Historia de dos pilletes, regia Antonio del Amo
- 1961 Bello recuerdo, regia Antonio del Amo
- 1962 Calul alb (El caballo blanco), regia Rafael Baledón
- 1963 El secreto de Tomy, regia Antonio del Amo
- 1964 Loca juventud (ro: Tinerețe nebună), regia Manuel Mur Oti
- 1965 La nueva vida de Pedrito Andía, regia Rafael Gil
- 1965 Joselito vagabundo, regia Miguel Morayta
- 1968 Prisionero en la ciudad, regia Antonio de Jaén
- 1969 El Irreal Madrid, regia Valerio Lazarov (film TV)
- 2009 Spanish Movie (participare)
- 2011 Torrente 4, regia Santiago Segura
- 2012 El mundo es nuestro, regia Alfonso Sánchez

## Discografie
- El ruiseñor (ro: Privighetoarea)
- La Campanera (ro: Clopotul)
- Dónde estará mi vida (ro: Ce va fi cu viața mea)
- Gorrioncillo pecho amarillo (ro: Gorrioncillo vrabia cu piept galben)
- En un pueblito español (ro: Într-un sat spaniol)
- Clavelitos (ro: Garoafe)
- Doce Cascabeles (ro: Doisprezece clopoței)
- Las Golondrinas (ro: Rândunica)
- El Pastor (ro: Păstorul)
- Granada (Granada)
- Ave María (Ave Maria, Franz Schubert, 1825.)